# Nelissen

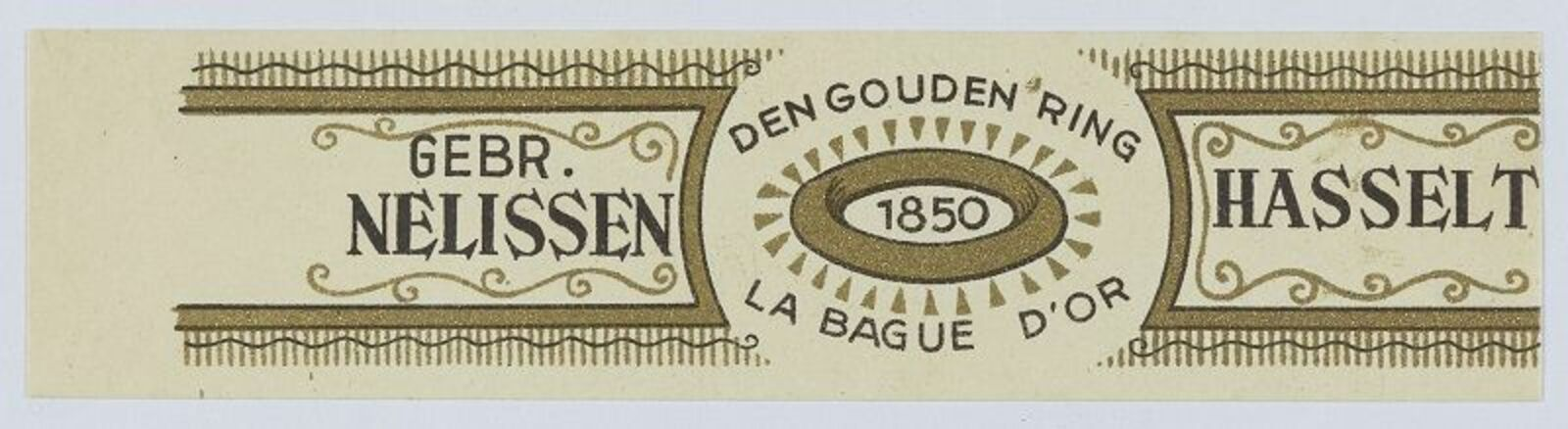
Halsetiket den Gouden Ring voor stokerij Nelissen te Hasselt

Stokerij Nelissen, voorheen Philips-Neven en oorspronkelijk stokerij De Gouden Ring was een stokerij in Hasselt met zijn oorsprong in 1850.

## Geschiedenis
Karel Philips-Neven (Gelinden 1893/05/03 - 1979/11/23) gewezen accijnscontroleur koopt in 1925 de stokerij De Gouden Ring in Hasselt, die in 1850 door de Gebroeders Leen opgericht was.  
Vanaf 3 juni 1930 is er een uitbreiding voor de productie in de Eckelaarstraat ( huidig Hekkelaarstraat) in Hasselt en de kantoren bevonden zich aan de Kuringersteenweg. Tijdens deze periode wordt als veertienjarige Henri Motmans (latere zelfstandige stoker) aangenomen. 
De firma heeft nooit zelf jenever gestookt, maar versneed en vermengde moutwijn en kruidenextracten afkomstig van fabrikant Lecocq in Hasselt.
In 1940 liet Karel Philips-Neven de zaak over aan zijn schoonbroer Frans Nelissen uit Vroenhoven.  Hij zet de stokerij verder onder eigen naam; vanaf september 1940 staat op de prijscouranten en briefhoofden "Gebroeders Nelissen". Zijn zonen Alfons en Mathieu Nelissen nemen na zes maanden de zaak weer over. 
Tijdens het paasweekend 1944 wordt een derde van de achterliggende likeurfabriek aan de Kuringersteenweg gebombardeerd. De productieruimte verhuist naar de Berestraat. Het bedrijf zal nooit meer het productievolume van voor Wereldoorlog I bereiken. Eind jaren 1950 staat hun een onteigening te wachten voor de geplande TT-wijk. Mathieu gaat werken in de familiehandel in Vroenhoven. Alfons Nelissen zette de zaak alleen verder en bouwt achter zijn woning aan de Maastrichtersteenweg 139 een magazijn. 
In 1983 gaat Alfons Nelissen op pensioen en hij verkoopt de merknaam Den Gouden Ring aan de stokerij Konings in Zonhoven.